# Tachina chrysotelus
Tachina chrysotelus là một loài ruồi trong họ Tachinidae.